# Trzechowo
Trzechowo – wieś w Polsce, w województwie pomorskim, w powiecie starogardzkim, w gminie Kaliska
Do 2023 miejscowość była przysiółkiem wsi Piece.
Przysiółek położony jest nad południowym brzegiem jeziora Trzechowskiego w kompleksie Borów Tucholskich i stanowi część składową sołectwa Piece.
W latach 1975–1998 miejscowość administracyjnie należała do województwa gdańskiego.
Po II wojnie światowej w okolicach miejscowości prowadziły aktywną działalność zbrojną oddziały poakowskiej antykomunistycznej partyzantki "Łupaszki".